# Georg Gaidzik
Georg Gaidzik (* 9. Februar 1921 in Miechowitz, Oberschlesien; † 17. Juni 1953 in Magdeburg) war Volkspolizist und wurde beim Volksaufstand vom 17. Juni 1953 in der DDR getötet.

## Leben
Gaidzik besuchte zunächst die Volksschule, lernte dann Schmied und war anschließend im Bergbau tätig.
Er nahm als deutscher Soldat am Zweiten Weltkrieg teil und geriet in sowjetische Kriegsgefangenschaft. Dreimal wurde er dort in viereinhalb Jahren als „Aktivist“ ausgezeichnet.
Nach seiner Rückkehr nach Deutschland wurde er 1950 Volkspolizist in der DDR.

## 17. Juni 1953
Am 17. Juni 1953 brach in der DDR ein Volksaufstand gegen die SED-geführte Regierung aus. Gaidzik war zu diesem Zeitpunkt Oberwachtmeister und versah Wachdienst in der Haftanstalt Magdeburg-Sudenburg. Teile der Aufständischen entschlossen sich, das Gefängnis zu stürmen. Einige führten Schusswaffen, die zuvor Volkspolizisten abgenommen worden waren, mit sich. Die Wachhabenden wurden durch das Gefängnistor und aus dem angrenzenden Gerichtsgebäude heraus beschossen. Drei Bedienstete, neben Gaidzik auch Gerhard Händler und Johann Waldbach, erhielten tödliche Verletzungen. Gaidzik erlitt zwischen 10 und 12 Uhr einen tödlichen Halsschuss. Das Grab befindet sich auf dem Neustädter Friedhof in Magdeburg (Grab-Nummer AR 16 / 706).

## Prozess
Nach der Niederschlagung des Volksaufstandes wurde am 19. Juni 1953 Ernst Jennrich verhaftet und beschuldigt, den tödlichen Schuss abgegeben zu haben. Im Prozess gegen Jennrich sagte ein Volkspolizist aus: „Den Demonstranten gelang es, die Pforte zu beschädigen, so dass eine Öffnung von 60 × 60 cm entstand. Anschließend kam ein Schuss von draußen durch diese entstandene Öffnung. Ich schoss zurück und traf den Schützen in das linke Bein. Danach versuchte ein weiterer Mann zu schießen. Jedoch vor Abgabe des Schusses wurde er von meinem Schuss in das linke Bein getroffen. Da ich bemerkte, dass von hinten Gefahr drohte, da die Menge die Mauer bereits überschritten hatte, begab ich mich nach hinten, um hier die anderen Genossen zu unterstützen. Auf unser Zureden zog sich die Menge wieder zurück. Ich wollte wieder in Richtung Pforte gehen. Diesen Augenblick sah ich, wie jemand von draußen durch das linke Fenster einen Karabiner steckte. Im gleichen Augenblick fiel der Schuss und der VP-Obm. Gaidzik, der am Tor des 2. Hofes stand, sank zu Boden.“
Jennrich bestritt die Täterschaft. Er wollte am 17. Juni 1953 eigentlich zum Rat der Stadt, habe sich dann jedoch dem Demonstrationszug angeschlossen. Vor dem Gefängnis habe er einem Jugendlichen ein Gewehr entwunden, um das Schießen zu beenden. Auf energisches Drängen der Massen habe er dann jedoch einen ungezielten Schuss abgegeben.
Das Bezirksgericht Magdeburg verurteilte Jennrich wegen Boykotthetze zu lebenslänglichem Zuchthaus. Hiergegen legt die Staatsanwaltschaft ein Rechtsmittel ein. Das Oberste Gericht der DDR hob das Urteil auf und verwies es an das Bezirksgericht zurück, mit der Maßgabe, dass die Todesstrafe angemessen erscheine. In einer 15 Minuten dauernden Verhandlung verhängte das Bezirksgericht dann tatsächlich die Todesstrafe.
Ernst Jennrich wurde am 20. März 1954 durch das Fallbeil hingerichtet.
Nach dem Ende der DDR wurde er am 20. August 1991 postum freigesprochen. Die Staatsanwaltschaft ermittelte gegen die das ursprüngliche Urteil verhängenden Richter. Diese waren jedoch bereits verstorben. Der tatsächliche Schütze wurde nie ermittelt.

## Ehrung
Am 30. Juni 1954 beschloss der Stadtrat der Stadt Magdeburg auf Antrag der Volkspolizei (aus Anlass des „Tages der Volkspolizei“) die Seehäuser Straße in Georg-Gaidzik-Straße umzubenennen. Nach dem Ende der DDR wurde sie wieder in Seehäuser Straße zurück benannt. Ein Platz in der Nähe des noch bis ca. 2010 als Gefängnis genutzten Komplexes wurde als Platz des 17. Juni benannt.
| Personendaten    | Personendaten                                                                   |
| ---------------- | ------------------------------------------------------------------------------- |
| NAME             | Gaidzik, Georg                                                                  |
| KURZBESCHREIBUNG | deutscher Volkspolizist, Opfer der Volksaufstandes vom 17. Juni 1953 in der DDR |
| GEBURTSDATUM     | 9. Februar 1921                                                                 |
| GEBURTSORT       | Miechowitz, Oberschlesien                                                       |
| STERBEDATUM      | 17. Juni 1953                                                                   |
| STERBEORT        | Magdeburg                                                                       |